# Equazione dell'orbita
In meccanica celeste l'equazione dell'orbita definisce la traiettoria di un corpo orbitante attorno ad un attrattore, secondo le ipotesi standard in astrodinamica. L'equazione dell'orbita, che sotto le ipotesi suddette è una conica (ellisse, iperbole, circonferenza o parabola), non fornisce però la legge oraria del moto, ovvero la vera equazione di moto, che in Meccanica celeste è determinata attraverso l'equazione dei tempi di Keplero.  
In coordinate polari, una conica è rappresentata dall'equazione
{\displaystyle r={\frac {h^{2}}{\mu (1+e\cos \theta )}}},
dove:
- {\displaystyle r} è il modulo del vettore posizione, ovvero la distanza tra i centri di massa dell'attrattore e del corpo orbitante;
- {\displaystyle \theta } è l'angolo al centro sotteso dall'arco di orbita tra il pericentro dell'orbita stessa ed il corpo orbitante; questo angolo è chiamato anomalia vera.

I parametri costanti sono:
- {\displaystyle h} è il modulo del momento angolare orbitale specifico: sia il vettore che il suo modulo sono costanti durante il moto;
- {\displaystyle e} è l'eccentricità della conica;
- {\displaystyle \mu } è la costante gravitazionale planetaria dell'attrattore, e dipende direttamente dalla sua massa.

Il parametro 
{\displaystyle p={\frac {h^{2}}{\mu }}}
viene chiamato semilato retto della conica, e rappresenta la distanza del corpo orbitante dall'attrattore quando l'anomalia vera vale 90 gradi.
Quindi al variare dell'anomalia vera viene fornita la distanza dall'attrattore, mentre per tracciare un legame tra anomalia vera e tempo bisognerà sfruttare l'equazione dei tempi di Keplero, sfruttando l'ipotesi di un moto medio e utilizzando un altro angolo relazionato all'anomalia vera, l'anomalia eccentrica.